# Disco in Dreams Tour/The Hitman Roadshow
Disco In Dream Tour — en español: Gira: Sueño de disco — es el concierto debut de la cantante pop australiana Kylie Minogue, realizado en 1989 debido a la gran demanda del público.
El tour tuvo lugar en varias ciudades de Japón, tiempo después, se presentó en el Reino Unido, bajo el nombre de "The Hitman Roadshow", fue un concierto gratuito para "agradecer el apoyo de los fans británicos".
Aún con el tamaño tan pequeño del concierto, la corta duración y la pobre producción, el tour logró atraer a una gran cantidad de gente, suficiente para lograr llenar el Tokyo Dome, el cual tiene capacidad para 40.000 personas.
"Disco In Dream" no es considerado un concierto en vivo. Se considera a Enjoy Yourself Tour como el primer gran tour en vivo de Kylie, por su producción más completa y su duración más extensa.
Algunos otros artistas participaron en los conciertos de Japón de la gira, como la cantante estadounidense Sinitta y la banda británica Dead or Alive.

## Lista de canciones
1. "The Loco-Motion" (7' Mix)
2. "Got to Be Certain"
3. "Tears on My Pillow"
4. "Je Ne Sais Pas Pourquoi"
5. "Made in Heaven" (Heaven Scent Mix)
6. "Hand on Your Heart"
7. "Wouldn't Change a Thing"
8. "I Should Be So Lucky"

## Fechas del Tour

### Disco in Dream
| Fecha                | Ciudad | País  | Lugar                                   |
| -------------------- | ------ | ----- | --------------------------------------- |
| Asia                 |        |       |                                         |
| 2 de octubre de 1989 | Nagoya | Japón | Nippon Gaishi Hall\|Nagoya Rainbow Hall |
| 6 de octubre de 1989 | Tokio  | Japón | Tokyo Bay NK Hall                       |
| 7 de octubre de 1989 | Osaka  | Japón | Osaka-jō Hall                           |
| 8 de octubre de 1989 | Osaka  | Japón | Osaka-jō Hall                           |

### The Hitman Roadshow
| Fecha                 | Ciudad     | País       | Lugar                                    |
| --------------------- | ---------- | ---------- | ---------------------------------------- |
| Europa                |            |            |                                          |
| 15 de octubre de 1989 | London     | Inglaterra | Hammersmith Palais                       |
| 16 de octubre de 1989 | Plymouth   | Inglaterra | Ritzy Discothèque                        |
| 17 de octubre de 1989 | Swansea    | Gales      | Ritzy Discothèque                        |
| 18 de octubre de 1989 | Mánchester | Inglaterra | Manchester Apollo                        |
| 19 de octubre de 1989 | Liverpool  | Inglaterra | Liverpool Empire Theatre\|Empire Theatre |
| 22 de octubre de 1989 | Bristol    | Inglaterra | Studio Nightclub                         |
| 23 de octubre de 1989 | Newcastle  | Inglaterra | Mayfair Ballroom                         |
| 24 de octubre de 1989 | Sheffield  | Inglaterra | O2 Academy Sheffield                     |
| 25 de octubre de 1989 | Birmingham | Inglaterra | Ritzy Discothèque                        |
| 27 de octubre de 1989 | Edimburgo  | Escocia    | Playhouse Theatre                        |

## Video/DVD
El tour salió en video en 1990, el cual contenía una mezcla de todos los conciertos, además incluía un documental de Kylie en Japón insertado entre cada track.
El DVD salió oficialmente es Brasil bajo el nombre de On the Go - Live in Japan.
- Datos: Q1711626